# José Luis Martín Abril
José Luis Martín Abril (Valladolid, 10 de febrero de 1918-Valladolid, 25 de diciembre de 1997) es un escritor español, hermano del también escritor Francisco Javier Martín Abril. Ha sido Premio Nacional de Literatura.

## Biografía
Se licenció en Derecho por la Universidad de Valladolid, con Premio Extraordinario Fin de Carrera, y se diplomó en psicología social por la Universidad de Alcalá. Profesionalmente, fue Jefe Superior de Administración Civil y profesor en la Universidad de Alcalá. Colaboró de forma continuada con RTVE. Ha sido también un prolífico conferenciante.

## Premios
- Premio Ciudad de Valladolid
- Premio Nacional de la Dirección General de Prensa
- Premio Nacional de Literatura (1973), por El viento se acuesta al atardecer

## Obras
- El espíritu del camino (1958)
- A lo largo del sendero (1965), libro de viajes
- La grandeza de vivir
- El banco sin respaldo (1966), relatos
- Las nubes bajas (1968)
- El viento se acuesta al atardecer (1973)
- La herida (1976), relatos